# Estación de Nogales (México)
Nogales fue una estación de trenes que se ubicaba en Heroica Nogales, Sonora. La estación es la única frontera entre Sonora y Arizona

## Historia
Con el tiempo se extendió la red del ferrocarril en Sonora, construyéndose vías como la de Hermosillo a Nogales, al mismo tiempo se construyeron rieles o ramales que conectaban Nogales con Cananea, Naco, Agua Prieta y Nacozari.